# Comité militaire de redressement national
Pour les articles homonymes, voir Comité militaire de redressement national (homonymie).
 (juin 2020).
Si vous disposez d'ouvrages ou d'articles de référence ou si vous connaissez des sites web de qualité traitant du thème abordé ici, merci de compléter l'article en donnant les références utiles à sa vérifiabilité et en les liant à la section « Notes et références ».
Le Comité militaire de redressement national (CMRN) est le nom pris par la junte militaire lors du coup d'État de 1984 en Guinée. Il est composé de 18 membres qui représentent les trois tribus du pays, dont Lansana Conté, président de la République de 1984 à 2008, Kerfalla Camara et Facinet Touré. Il est dissous le 16 janvier 1991, et remplacé par le Comité transitaire de récupération nationale (CTRN), présidé et composé à partie égale de civils et de militaires.